# Anneau d'Iffland
L'anneau d'Iffland (Iffland-Ring en allemand) est une distinction honorant à vie le plus grand acteur de théâtre de langue allemande, après avoir été nommé par testament par son prédécesseur.
L'acteur suisse Bruno Ganz en est le possesseur de 1996 jusqu'à sa mort en 2019, date à laquelle il est légué à Jens Harzer.

## Dépositaires de l'anneau d'Iffland
| Période       | Dépositaire       |
| ------------- | ----------------- |
| Jusqu'en 1832 | Ludwig Devrient   |
| 1832–1872     | Emil Devrient     |
| 1872–1878     | Theodor Döring    |
| 1878–1911     | Friedrich Haase   |
| 1911–1952     | Albert Bassermann |
| 1954–1959     | Werner Krauß      |
| 1959–1996     | Josef Meinrad     |
| 1996-2019     | Bruno Ganz        |
| Depuis 2019   | Jens Harzer       |

## Succession de Bassermann
Seule exception à la règle, Albert Bassermann a finalement renoncé à désigner celui qui est devenu son successeur. Il n’a en fait jamais lui-même porté la bague, mais a fait fabriquer un nouvel écrin pour elle. Il a désigné comme son successeur d’abord Alexander Girardi, qui est mort en 1918, puis  Max Pallenberg, mort en 1934, et enfin Alexander Moissi. Lorsque ce dernier est mort à son tour en 1935, Bassermann a refusé de demeurer plus longtemps le propriétaire de cette bague, et en a fait don à la collection d’objets de théâtre de la Bibliothèque nationale autrichienne à Vienne. Lorsque le Dr Egon Hilbert, chef de l'administration fédérale des théâtres autrichiens de 1946 à 1953, a découvert cet état de fait, il a eu deux entretiens avec Bassermann. Celui-ci lui a d’abord dit qu’il n’avait pas l’intention de reprendre la bague, puis que Hilbert devait la conserver, pour ensuite en disposer comme il l'entendait après sa mort. Après la mort de Bassermann, Hilbert a proposé la bague à Werner Krauss, qui a refusé. C’est finalement une commission de l'association du cartel des membres de la scène germanophone, composée de délégués autrichiens, allemands et suisses, qui lors d’une réunion extraordinaire le 19 octobre 1954 à Stuttgart, a proposé à l’unanimité Werner Krauss comme prochain porteur de la bague. Ce dernier a alors accepté, le 22 octobre 1954.